# 2010—2012年阿爾及利亞反政府示威
2010－2012年阿爾及利亞反政府示威是在2010年12月开始在阿尔及利亚爆发的一系列反政府示威。抗议者针对国内严重的政治腐败，公民言论自由的缺乏，高失业率，住房的缺乏，高昂的食物价格等等民众恶劣的生存状况和权利缺失等问题而展开。
示威活动在过去几年一直普遍存在，只不过到了2010年12月才开始发展壮大起来。刚开始抗议者只是要求政府降低食物价格，随后发生了民众的自杀现象，他们大多聚集在政府建筑前面。反对党组织了民众的游行示威活动，尽管根据国家安全法他们这样做是非法的。
2011年1月22日，阿尔及利亚的反对党“争取文化与民主联盟”（以前译作“文化与民主联盟”）的支持者上街游行示威，与警察方面冲突，最终导致19人受伤，其中8名为警察。
阿内政和地方政府部长达胡·乌尔德·卡布利亚在《自由报》中表示：首都禁止游行示威的法令并不只针对反对党。就算有执政联盟中的“民族解放阵线”、“全国民主联盟”、“争取和平社会运动”申请游行也会被拒绝。他又说：禁止示威游行是为防止恐怖组织借机破坏。
早在2001年6月，阿尔及利亚东北部卡比利亚地区在首都组织的游行引发成有近千人员伤亡的骚乱后，政府便出台法令禁止在首都游行。

## 发生背景
在1991年举行的国会选举中，伊斯兰救世阵线（Islamic Salvation Front）获胜，不過軍方隨即發動政變，取消選舉結果並鎮壓该组织。这次事件导致阿爾及利亞伊斯兰军事组织（Armed Islamic Group of Algeria）的成立和阿国内长达十年的内战。1992年国家通过了一项国家紧急状态安全法，在接下来的数年该法得到扩充，政府声称原因是要打击那些伊斯兰主义的组织。
争取文化与民主联盟（Rally for Culture and Democracy）的领导人Saïd Sadi宣称，在2010年发生了9700个暴乱和抗议活动。一些抗议者非常不满教育、健康水平以及猖獗的腐败现象。
阿爾及利亞70%的人处于30岁以下。年轻人居高不下的高失业率，政府极度腐败和民众广泛的贫困状况，也是这次抗议活动发生的主要原因。

## 各方反應
国内反应
总统阿卜杜勒-阿齐兹·布特弗利卡宣布国家安全法会于2011年2月3日废除，以满足民众的要求。他也宣布会采取新的措施创造就业岗位，以及国家运营的电视台和电台将会向所有政党开放。
持续高涨的食物价格已经降低，小麦的供应量也已经增加。
2月22日，总统阿卜杜勒-阿齐兹·布特弗利卡下令取消该国已实行长达19年的紧急状态法令，以满足在国内举行抗议活动的反对派的要求。
在阿尔及利亚部分政党、社会团体和政界精英提议进行“全面、深入”的政治改革呼声后。3月19日，阿尔及利亚总统布特弗利卡明确表示：阿尔及利亚将进行包括政治改革在内的全面改革。经济建设和政治建设将同步进行，连续实施的五年规划包括了行政、司法和财政等方面的改革，但这仅仅是全面改革的序幕。全面改革旨在改变阿尔及利亚在各个领域的面貌。
4月15日，布特弗利卡在国家电视台的讲话中宣布将对宪法、选举法等进行修改。他说，阿尔及利亚已恢复安全与和平，启动了雄心勃勃的经济发展规划，并解除了实行19年的紧急状态，现在国家将启动政治改革。他表示，阿尔及利亚将通过组建由各政治派别和专家人士参与的宪法委员会来修改宪法。他还要求议会对选举法等进行修改。他强调建立新选举制度的进程将由阿各政治力量参与、协商。他还说，贪污腐败、行贿受贿、铺张浪费、裙带关系等现象在阿尔及利亚仍然存在，国家将坚决清除这些社会弊病，这一“战役”需要全民参与。他表示一些重要措施将在近期出台，以增强国家机构活力，打击官僚主义等。

## 关联条目
- 2019－2020年阿尔及利亚示威
- 阿拉伯联盟
- 阿拉伯之春
- 阿拉伯之冬
- 第二次阿拉伯之春